# Домашний осёл
Дома́шний осёл, или иша́к (лат. Equus asinus, или Equus africanus asinus), — одомашненный потомок дикого осла (Equus africanus), сыгравший важную историческую роль в развитии хозяйства и культуры человека и по-прежнему широко распространённый (более 40 миллионов) в хозяйстве многих развивающихся стран. Небольшое количество ослов содержится для разведения или в качестве домашних животных в развитых странах.
Ослы используются в качестве рабочих животных не менее 5 тысяч лет: впервые они были одомашнены около 3000 года до н. э., вероятно, в Египте или Месопотамии, и распространились по всему миру. Все одомашненные ослы относятся к африканским ослам; попытки приручить куланов (азиатских ослов) всегда оставались безуспешными. В то время как число одомашненных видов растёт, африканские дикие ослы являются исчезающим видом.

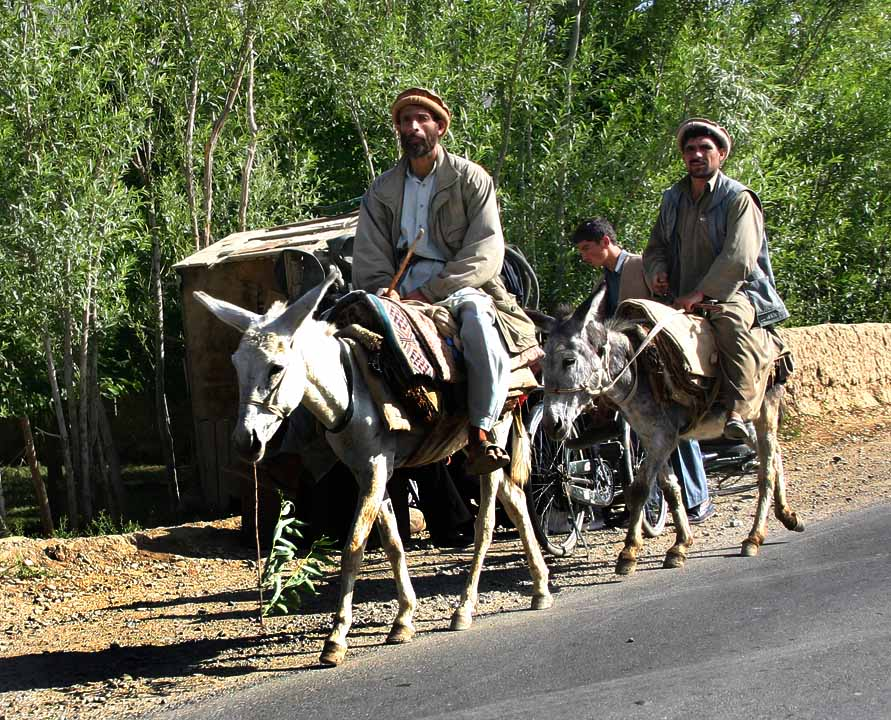
Ослы в Афганистане

## Общие сведения
В зависимости от породы ослы могут иметь рост 90—163 см, высота породистых ослов может варьировать от размеров пони до размеров хорошей лошади. Наиболее крупными считаются представители пуатусской (рост 140—155 см) и каталонской (рост 135—163 см) пород. Вес взрослых животных — от 200 до 400 кг. Окрас ослов зависит от породы.
Достигает полного роста к двум годам. В возрасте двух лет ослят постепенно приучают к работе, и уже в трёхлетнем возрасте ослы могут регулярно выполнять не очень тяжёлую работу. Раннее использование осла под вьюком может привести к пригибанию спины у молодого животного.
Период размножения у домашних ослов чаще всего приходится на весну и начало лета, но не имеет чётких сроков. Нормальной считается беременность, длящаяся от 11 до 14 месяцев. Рождается чаще всего один, редко — два ослёнка, двойня рождается примерно в 1,7 % случаев; оба жеребёнка выживают примерно в 14 % из них. Ослёнок питается молоком до 6—9 месяцев, траву начинает пробовать уже через две недели после рождения.
Продолжительность жизни рабочих ослов в беднейших странах составляет от 12 до 15 лет, в более развитых странах продолжительность их жизни может составлять от 30 до 50 лет.
Осёл имеет 31 пару хромосом. Пульс — 45–55 ударов в минуту. Частота дыхания — 10–15 дыхательных движений в минуту. Температура тела — 37,5–38,5 °С. У ослов только пять поясничных позвонков (у лошади — шесть).
Осёл имеет хвост с кисточкой на конце, как у коров.
Ослы приспособлены к пустынным землям. В отличие от диких лошадей, дикие ослы в сухих районах ведут одиночный образ жизни и не образуют гаремов. Каждый взрослый осёл устанавливает среду обитания; размножение на большой площади может осуществляться одной группой. Громкий зов или рёв осла, который обычно длится двадцать секунд, может быть слышен на протяжении более трёх километров. Рёв помогает поддерживать связь с другими ослами на обширных пространствах пустыни. У ослов большие уши, которые могут улавливать звуки на больших расстояниях, а также охлаждать кровь. Ослы могут защищать себя, ударяя передними копытами, лягаясь задними ногами или кусаясь.
От своих более крупных родственников осёл отличается тем, что гораздо легче переносит нехватку кормов и воды. Он кормится травянистой и кустарниковой растительностью. Эти животные плохо переносят сырость и зимой нуждаются в сухих помещениях, особенно часто от сырости страдают их копыта, которые во влажном климате требуют специального ухода.
Ослы имеют пресловутую репутацию упрямства, но это объясняется гораздо более сильным инстинктом самосохранения, чем у лошадей. Ослы тонко понимают предел своих физических возможностей и не позволяют человеку переходить его, наваливая непосильную ношу, либо заставляя осла работать до полного изнеможения. Когда человек заслуживает доверие ослов, они могут стать для него дружелюбным партнёром, очень надёжным в работе. Хотя исследования их поведения и интеллекта довольно скудны, ослы выглядят довольно умными, осторожными, дружелюбными и игривыми, стремятся к обучению.

## Приручение

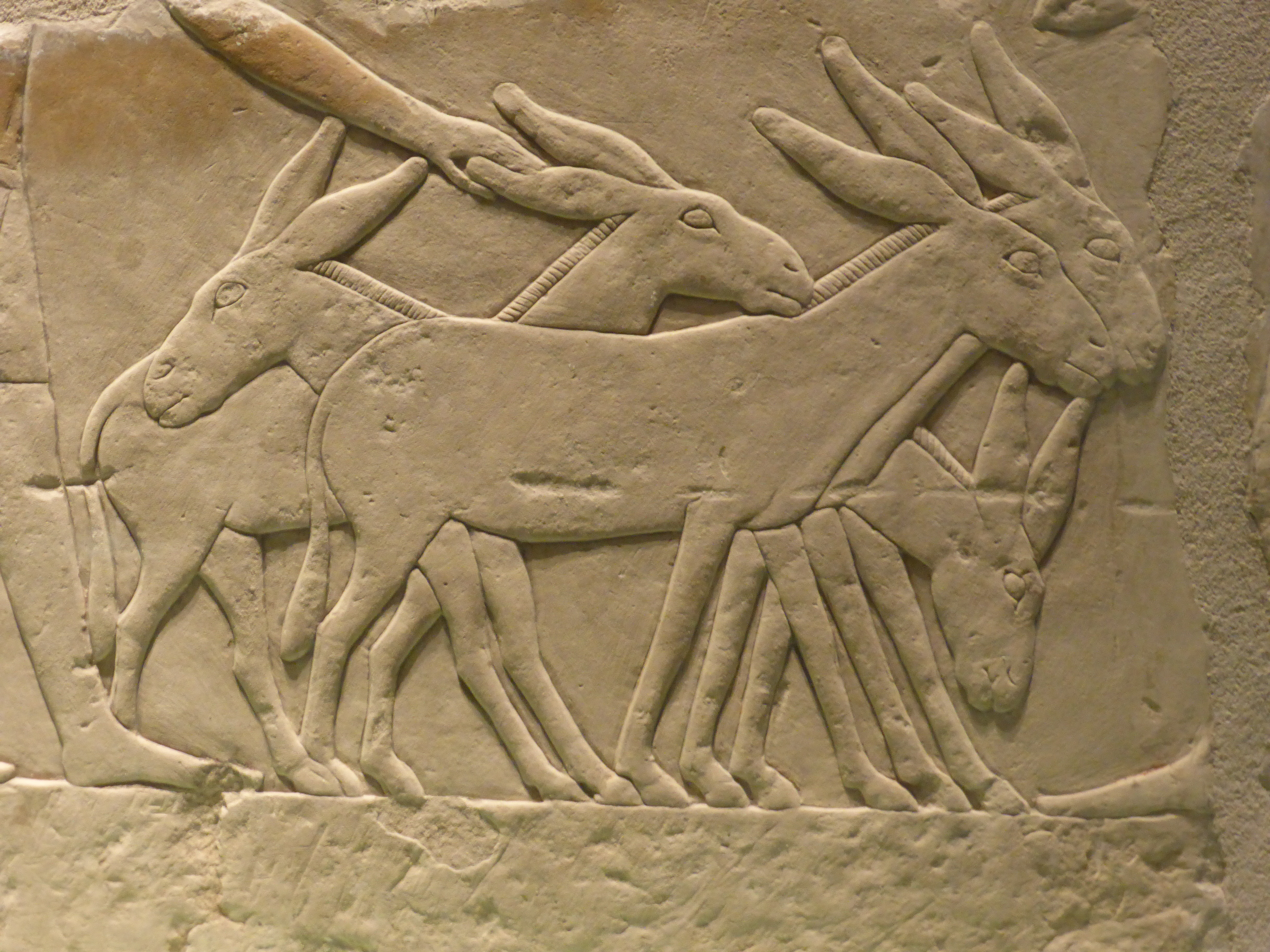
Изображение ослов в древнеегипетской гробнице Сешемнефера IV (около 2347—2216 годов до н. э.)

Одомашнивание осла состоялось гораздо раньше, чем это произошло с лошадью. Ослы были первыми животными, которых древний человек использовал для перевозки грузов. Уже около XL века до н. э. в дельте Нила держали одомашненных нубийских ослов. В Месопотамии диких ослов приручили ненамного позже. В античную эпоху ослы попали в Европу. Известно, что ослы малоазиатского происхождения были у этрусков. В Грецию ослы попали около 1000 года до н. э.
Изначально ослы использовались для верховой езды и тяги повозок, но с появлением более быстрых и сильных лошадей были заменены ими. С тех пор упоминания об ослах в древних культурах почти обрываются. Использование осла стало ограничиваться навьючиванием его грузами. В этом деле осёл имеет преимущество над лошадью, так как крайне вынослив, способен намного дольше обходиться без воды и пищи. Масса вьюков может доходить до двух третей от массы самого́ животного, а в исключительных случаях может и превосходить её. При правильном распорядке дня осёл может работать в течение 8—10 часов с одним перерывом для кормления.
Иногда ослы использовались для получения мяса, молока и кожи. Ослиная кожа в Средние века считалась наиболее пригодной для изготовления пергамента и барабанов. Севернее Альп ослы начали встречаться только со времён римлян.

## Скрещивание
Путём межвидового скрещивания ослов и лошадей появляются две бесплодные гибридные формы:
- мул (гибрид осла и кобылы);
- лошак (гибрид жеребца и ослицы)[19].

Как и другие межвидовые гибриды, мулы и лошаки обычно бесплодны, но отличаются выносливостью осла и физической силой и скоростью, почти как у лошади. Ослы также могут скрещиваться с зебрами, потомство которых называется зеброид.

## Породы домашних ослов
Наиболее известны французские породы ослов — пиренейская, котентен, пуату, провансальская, испанские — каталонский осёл, среднеазиатские — бухарская и мервская (марыйская). Иногда встречается классификация по выпуклому и прямому профилю (например, у А. Доброхотова). Французские ослы часто выступают на сельскохозяйственных выставках.

## Религия

### В христианстве
На молодом ослике Иисус Христос, как Царь мира, въехал во Иерусалим в Вербное Воскресенье на Крестную Смерть, как об этом написано в Евангелии, исполняя пророчество Захарии: «Ликуй от радости, дщерь Сиона, торжествуй, дщерь Иерусалима: се Царь твой грядёт к тебе, Праведный и Спасающий, Кроткий, сидящий на ослице и на молодом осле, сыне подъяремной» (Зах. 9:9). Этому событию посвящён двунадесятый праздник Вербное воскресение.

### В исламе
Аллегорическое описание осла, загруженного книгами, берёт своё начало в тексте Корана (62:5):

Примером тех, на кого было возложено (следование) Торе, и которые впоследствии её не придерживались, (является) пример осла (араб. الْحِمَارِ, аль-химари), который везёт (на себе большие) книги. Как же скверно сравнение с тем народом, который (считает) ложью знамения Бога! Бог не ведёт (прямым путём) несправедливых людей. (Коран 62:5)
Впоследствии метафора была использована французским писателем и философом эпохи Возрождения Мишелем де Монтенем:

Самое главное — это прививать вкус и любовь к науке; иначе мы воспитаем просто ослов, нагруженных книжной премудростью.
Согласно Суннам, употребление в пищу мяса домашнего осла запрещено. Джабир рассказывал: «В день Хайбара посланник Аллаха запретил употреблять в пищу мясо домашних ослов и разрешил употреблять в пищу конину». Что касается диких ослов, то есть их дозволено, как это рассказывал Абу Катада, который как-то спросил посланника Аллаха: «О посланник Аллаха, мы добыли на охоте дикого осла и у нас ещё осталось его мясо», на что тот ответил: «Ешьте то, что осталось, тоже».

## В культуре
Домашний осёл является широко известным неофициальным символом Демократический партии США; этот символ был популяризован карикатуристом Томасом Настом.